# 大岩扇山
大岩扇山（おおがんせんざん）は、大分県玖珠郡玖珠町にある標高691.1mの山である。1935年6月7日に国の天然記念物に指定されている。

## 概要
大岩扇山は、同じく玖珠町にある万年山や伐株山などと並ぶ代表的なメサであり、南側の頂上付近に見られる柱状節理の絶壁が美しい。頂上は扁平で、草原になっている。
大岩扇山という名は、柱状節理が岩の扇を広げたようであることにちなみ、近隣にあって同様に柱状節理を有する小岩扇山（こがんせんざん）に対比して「大」が付けられたものである。これらの二山は柱状節理を櫛に例えて雄櫛山、雌櫛山とも呼ばれた。
玖珠には、大昔、玖珠盆地には一本の巨大な楠が生えており、その日陰となって作物が育たないので困った村人が大男に頼んで楠を切り倒してもらったという伝承が残っている。このときに切り倒した楠の切株が伐株山であり、一説では、大男は万年山と大岩扇山とを足場にして楠を切ったとされる。
南側に接する小岩扇山との間の山腹には、森藩の参勤交代に使われた石畳の道が残っている。